# Lophomachia discipennata
Lophomachia discipennata är en fjärilsart som beskrevs av Walker 1861. Lophomachia discipennata ingår i släktet Lophomachia och familjen mätare. Inga underarter finns listade i Catalogue of Life.